# Enrico VI di Reuss-Greiz
Enrico VI di Reuss-Greiz (Greiz, 7 agosto 1649 – Seghedino, 11 ottobre 1697) è stato conte di Reuss-Obergreiz dal 1681 fino alla sua morte.

## Biografia

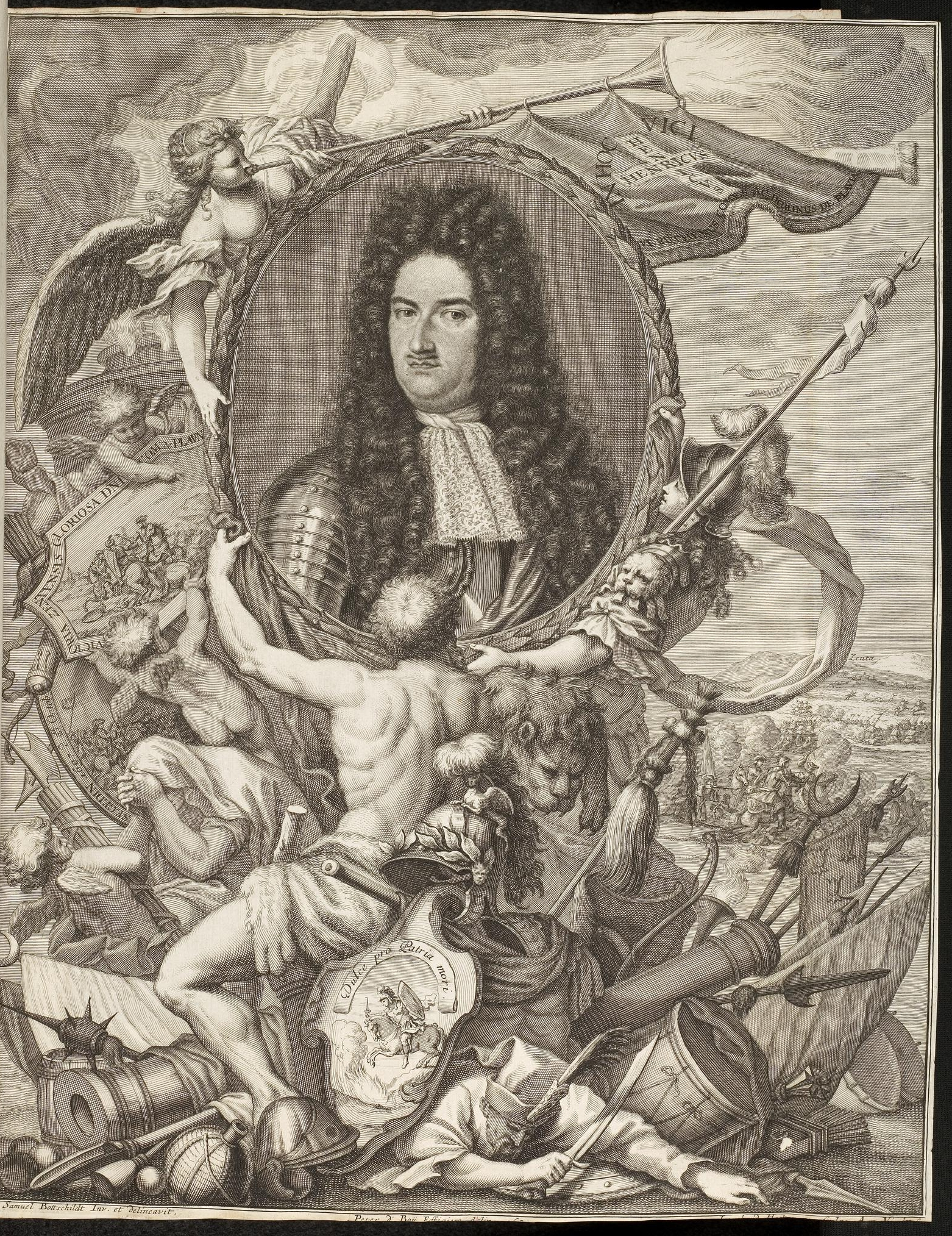

Il conte Enrico VI nacque nel 1649 a Greiz, figlio primogenito di Enrico I di Reuss-Greiz e di Sibilla Maddalena di Kirchberg.
Il 5 giugno 1674 sposò Amalie Juliane Reuss (1636-1688). Il 3 maggio 1691 sposò in seconde nozze la baronessa Henriette Amalie von Friesen (1668-1732).
Morì nel 1697 a Seghedino.

## Ascendenza
|                                     |                            |                                           | Genitori                                        |  |  | Nonni |  |  | Bisnonni                |  |  | Trisnonni                 |  |
|                                     |                            |                                           |                                                 |  |  |       |  |  | Enrico V di Reuss-Greiz |  |  | Enrico XIV di Reuss-Greiz |  |
|                                     |                            |                                           |                                                 |  |  |       |  |  | Enrico V di Reuss-Greiz |  |  | Enrico XIV di Reuss-Greiz |  |
|                                     |                            | Barbara von Metzsch                       |                                                 |  |  |       |  |  | Enrico V di Reuss-Greiz |  |  |                           |  |
| Enrico IV di Reuss-Greiz            |                            |                                           |                                                 |  |  |       |  |  | Enrico V di Reuss-Greiz |  |  |                           |  |
|                                     |                            | Maria di Schönburg-Waldenburg             | Hugo I von Schönburg                            |  |  |       |  |  |                         |  |  |                           |  |
|                                     |                            | Maria di Schönburg-Waldenburg             | Hugo I von Schönburg                            |  |  |       |  |  |                         |  |  |                           |  |
|                                     |                            | Maria di Schönburg-Waldenburg             | Anna von Gleichen                               |  |  |       |  |  |                         |  |  |                           |  |
| Enrico I di Reuss-Greiz             |                            | Maria di Schönburg-Waldenburg             |                                                 |  |  |       |  |  |                         |  |  |                           |  |
|                                     |                            | Friedrich I zu Salm-Neufville             | Philipp Franz von Salm in Dhaun und Neuviller   |  |  |       |  |  |                         |  |  |                           |  |
|                                     |                            | Friedrich I zu Salm-Neufville             | Philipp Franz von Salm in Dhaun und Neuviller   |  |  |       |  |  |                         |  |  |                           |  |
|                                     |                            | Friedrich I zu Salm-Neufville             | Maria Aegyptiaca zu Oettingen                   |  |  |       |  |  |                         |  |  |                           |  |
| Juliana Elisabeth zu Salm-Neuviller |                            | Friedrich I zu Salm-Neufville             |                                                 |  |  |       |  |  |                         |  |  |                           |  |
|                                     |                            | Sibylle Juliane di Isenburg-Birstein      | Philipp II zu Ysenburg und Büdingen in Birstein |  |  |       |  |  |                         |  |  |                           |  |
|                                     |                            | Sibylle Juliane di Isenburg-Birstein      | Philipp II zu Ysenburg und Büdingen in Birstein |  |  |       |  |  |                         |  |  |                           |  |
|                                     |                            | Sibylle Juliane di Isenburg-Birstein      | Irmengard zu Solms-Braunfels                    |  |  |       |  |  |                         |  |  |                           |  |
| Enrico VI di Reuss-Greiz            |                            | Sibylle Juliane di Isenburg-Birstein      |                                                 |  |  |       |  |  |                         |  |  |                           |  |
|                                     | Sigismondo II di Kirchberg | Sigismondo I di Kirchberg                 |                                                 |  |  |       |  |  |                         |  |  |                           |  |
|                                     | Sigismondo II di Kirchberg | Sigismondo I di Kirchberg                 |                                                 |  |  |       |  |  |                         |  |  |                           |  |
|                                     | Sigismondo II di Kirchberg | Ludmilla Schenk von Tautenburg            |                                                 |  |  |       |  |  |                         |  |  |                           |  |
| Giorgio II di Kirchberg             | Sigismondo II di Kirchberg |                                           |                                                 |  |  |       |  |  |                         |  |  |                           |  |
|                                     |                            | Sibylle von Isenburg-Büdingen-Kelsterbach | Anton von Isenburg-Büdingen zu Ronneburg        |  |  |       |  |  |                         |  |  |                           |  |
|                                     |                            | Sibylle von Isenburg-Büdingen-Kelsterbach | Anton von Isenburg-Büdingen zu Ronneburg        |  |  |       |  |  |                         |  |  |                           |  |
|                                     |                            | Sibylle von Isenburg-Büdingen-Kelsterbach | Elisabeth von Wied                              |  |  |       |  |  |                         |  |  |                           |  |
| Sibilla Maddalena di Kirchberg      |                            | Sibylle von Isenburg-Büdingen-Kelsterbach |                                                 |  |  |       |  |  |                         |  |  |                           |  |
|                                     |                            | Enrico II di Reuss-Gera                   | Enrico XVI di Reuss-Gera                        |  |  |       |  |  |                         |  |  |                           |  |
|                                     |                            | Enrico II di Reuss-Gera                   | Enrico XVI di Reuss-Gera                        |  |  |       |  |  |                         |  |  |                           |  |
|                                     |                            | Enrico II di Reuss-Gera                   | Dorotea di Solms-Laubach                        |  |  |       |  |  |                         |  |  |                           |  |
| Dorotea Maddalena di Reuss-Gera     |                            | Enrico II di Reuss-Gera                   |                                                 |  |  |       |  |  |                         |  |  |                           |  |
|                                     |                            | Maddalena di Hohenlohe-Neuenstein         | Volfango II di Hohenlohe                        |  |  |       |  |  |                         |  |  |                           |  |
|                                     |                            | Maddalena di Hohenlohe-Neuenstein         | Volfango II di Hohenlohe                        |  |  |       |  |  |                         |  |  |                           |  |
|                                     |                            | Maddalena di Hohenlohe-Neuenstein         | Maddalena di Nassau-Dillenburg                  |  |  |       |  |  |                         |  |  |                           |  |
|                                     |                            | Maddalena di Hohenlohe-Neuenstein         |                                                 |  |  |       |  |  |                         |  |  |                           |  |